# Histiocitosi de cèl·lules de Langerhans
La histiocitosi de cèl·lules de Langerhans (HCL) és un càncer rar que implica la proliferació clonal de cèl·lules de Langerhans, cèl·lules anormals derivades de medul·la òssia i capacitats de migració de la pell als ganglis. Els símptomes van des de les aïllades dels ossos fins a malalties multisistèmiques. La HCL forma part de grup de síndromes anomenades histiocitosis, que es caracteritzen per una proliferació histiocítica anormal (terme arcaic per cèl·lules dendrítiques i macròfags activats). Aquests malalties estan relacionades amb altres formes de proliferació anormals dels leucòcits, com ara leucèmies i limfomes.
També rep el nom, d'histiocitosi X.

## Tipus
La HCL es divideix clínicament en tres grups:
| Grups                               | Formes              |
| ----------------------------------- | ------------------- |
| Granuloma eosinofílic               | Crònica focal       |
| Malaltia de Hand-Schüller-Christian | Crònica disseminada |
| Malaltia de Letterrer-Siwe          | Aguda disseminada   |